# Gornje Dvorišće
 Gornje Dvorišće  falu Horvátországban Zágráb megyében. Közigazgatásilag Brckovljanihoz tartozik.

## Fekvése
Zágrábtól 25 km-re keletre, községközpontjától 1 km-re délnyugatra, a Zelina bal partján, a megye keleti részén fekszik. 

## Története
A falu neve azt valószínűsíti, hogy egykor közelében vár, vagy kastély állt. A bozsjákói uradalom urai több esetben biztosítottak kisebb birtokokat az általuk szabaddá tett alattvalóiknak. Így az uradalomhoz tartozó Gornje Dvorišće 1573-ig Borothwa Miklós birtoka volt. Ekkor kap itt egy adózó portát szabadként Lovro Rodynoych. Ő még 1588-ban is birtokos a településen. 1743-ban birtokos a faluban Franjo Praszkach aki családi temetkezőhelyként Brckovlajniban felépíti a Szűz Mária kápolnát. 1879-ben Gornje Dvorišće a Blaha család birtoka, akik a kápolnát megújították. 1880-ban a közigazgatás átszervezésekor a település Brckovljani község része lett. 1931-ben Dugo Selóhoz csatolták. 1993-ban ismét az újjáalakított Brckovljani község része lett.
A falunak 1857-ben 45, 1910-ben 99 lakosa volt. Trianonig Zágráb vármegye Dugoseloi járásához tartozott.  2001-ben 335  lakosa volt. 

## Lakosság
| Lakosság változása | Lakosság változása | Lakosság változása | Lakosság változása | Lakosság változása | Lakosság változása | Lakosság változása | Lakosság változása | Lakosság változása | Lakosság változása | Lakosság változása | Lakosság változása | Lakosság változása | Lakosság változása | Lakosság változása |
| ------------------ | ------------------ | ------------------ | ------------------ | ------------------ | ------------------ | ------------------ | ------------------ | ------------------ | ------------------ | ------------------ | ------------------ | ------------------ | ------------------ | ------------------ |
| 1857               | 1869               | 1880               | 1890               | 1900               | 1910               | 1921               | 1931               | 1948               | 1953               | 1961               | 1971               | 1981               | 1991               | 2001               |
| 45                 | 105                | 132                | 90                 | 146                | 99                 | 109                | 76                 | 71                 | 74                 | 64                 | 128                | 60                 | 163                | 335                |

## Külső hivatkozások
- Brckovljani község hivatalos oldala